# Typha elephantina
Typha elephantina  es una especie de planta de la familia Typhaceae, del género de las totoras. Es una especie muy difundida en el norte de África y sur de Asia.

## Descripción
Es una especie de planta herbácea acuática emergente robusta, perenne, rizomatosa, con hojas muy erectas, dísticas y bifaciales, y una espiga cilíndrica de numerosas flores diminutas polinizadas por viento (las masculinas arriba y las femeninas abajo), con un perianto como escamas o cerdas, y un fruto que es como un aquenio dehiscente con el ginóforo, el estilo, y el perianto persistentes en el fruto. Están distribuidas en pantanos y humedales de buena parte del mundo, formando densas colonias a veces impenetrables.

## Distribución
Se la considera nativa de Argelia, Egipto, Libia, Mauritania, Senegal, Chad, Eritrea, Etiopía, Turkmenistán, Tayikistán, Uzbekistán, Palestina, Israel, Arabia Saudita, Yemen, Yunnan, Assam, Bangladés, India, Bután, Nepal, Pakistan y Burma. Crece en humedales de agua dulce y a la vera de lagos y cursos de agua.

## Importancia económica
Sus hojas son usadas como material de tejido. Tradicionalmente, su uso más importante era en la fabricación de tejidos para sillas, cestas y otros enseres.
El rizoma se aprovecha como verdura, con un alto contenido en almidón; se cosecha entre el otoño y el invierno. Los brotes tiernos se consumen a veces cocidos, y el polen se emplea como suplemento alimenticio mezclado con harina. Las inflorescencias estaminadas jóvenes también pueden ser usadas como alimento.